# Dede Ğarkın
Dede Ğarkın (alternative stavemåder: Dede Garkın, Dede Kargın, Dede Karğın eller Dede Karkın) (13. årh.) var en dervish, som ifølge Vilâyetnâme levede i det sydøstlige Anatolien. Ifølge historikeren Hamza Aksüt boede Dede Ğarkın i landsbyen, som i dag hedder Dedeköy i provinsen Mardin.
Første del af Elvan Çelebi's værk, Menâkıbu'l-Kudsiyye Fî Menâsıbi'l-Ünsiyye, var den historisk mest udtømmende kilde om Dede Ğarkın. Men denne del af værket (det meste af den) er desværre gået tabt, hvorfor man i dag kun har en meget begrænset viden om Dede Ğarkın.
Dede Ğarkın var en kendt spirituel leder i nærområdet og det vides at han havde et stort antal elever (mürid) og apostle (halife). Fem af Dede Ğarkın's apostle (halife) var særligt fremtrædende, da disse blev sendt til Anatolien (Rum). Disse apostle var Şeyh Osman, Aynu'd-Devle (Ayna Dola) Dede, Bağdın Hacı, Mihman Hacı og Bābā Ilyās. Bābā Ilyās var den yngste af dem, men på samme tid den mest fremtrædende, da det var ham, der i 1240 ledte et kæmpe oprør mod det Seljukiske Rige.
I dag findes også en dede-slægt, som nedstammer fra Dede Ğarkın. Disse tilhører den ocak, som også er opkaldt efter Dede Ğarkın. Dede'erne fra denne ocak findes i Malatya, Çorum og Diyarbakır.